# РД-262
РД-262 (Індекс ГРАУ — 11Д26) — рідинний ракетний двигун розробки НВО «Енергомаш».

## Конструкція
Двокамерний рідинний ракетний двигун, конструкція якого аналогічна до блоків рушійної установки першого ступеня — РД-261.
Двигун має нову автономну систему управління.

## Використання
Другий ступінь ракет-носіїв 11К68, 11К69.
Планується відновлення виробництва двигуна для використання у складі комплексу Циклон-4.

## Експлуатація
Двигун почав проходити льотно-конструкторські випробування з 1967 року.